# 都柏林 (密西西比州)
都柏林（英語：Dublin）是位於美國密西西比州科荷馬縣的普查規定居民點。

## 歷史
都柏林的郵局自1875年營運至今。

## 人口
根據2020年美國人口普查的數據，都柏林的面積為0.69平方千米，皆為陸地。當地共有人口24人，而人口密度為每平方千米34.78人。